# Дуевиле
Дуевиле (итал. Dueville) је насеље у Италији у округу Виченца, региону Венето.
Према процени из 2011. у насељу је живело 12649 становника. Насеље се налази на надморској висини од 53 м.

## Становништво
| 1951. | 1961. | 1971.  | 1981.  | 1991.  | 2001.  | 2011.  |
| ----- | ----- | ------ | ------ | ------ | ------ | ------ |
| 7.874 | 8.714 | 10.205 | 11.533 | 12.403 | 13.063 | 13.888 |

## Партнерски градови
- Шорндорф
- Калатајуд
- Тил